# Mamacita (chanson des Black Eyed Peas)
Pour les articles homonymes, voir Mamacita.
Singles par The Black Eyed Peas
Ritmo (Bad Boys for Life)
(2019) Feel the Beat
(2020)
Singles par Ozuna
Temporal
(2020) Fuego del calor
(2020)
Clip vidéo
[vidéo] « Mamacita », sur YouTube
Mamacita, est une chanson du groupe américain Black Eyed Peas et du chanteur portoricain Ozuna. La chanteuse philippine J. Rey Soul qui a rejoint le groupe en 2018, est également créditée comme artiste principal. Elle est sortie en tant que deuxième single de l'album Translation sous le label Epic Records le 10 avril 2020.

## Composition
La chanson, qui échantillonne la chanson La isla bonita de Madonna, est produite par will.i.am et Johnny Goldstein,,. 

## Clip vidéo
Le clip de la chanson, sorti également le 10 avril 2020, est réalisé par le réalisateur canadien Director X.

## Crédits
Musiciens
- will.i.am – voix
- apl.de.ap – voix
- Taboo – voix
- Ozuna – voix
- J. Rey Soul (it) – voix

Production
- will.i.am – réalisateur, direction artistique, enregistrement, ingénieur du son, producteur exécutif
- Eddie Axley – direction artistique, conception
- Cody Atcher – conception
- Po Shapo Wang – conception
- Ernest Weber – conception
- Pasha Shapiro – conception
- Nabil Elderkin – photographie
- Dylan "3D" Dresdow – enregistrement, ingénieur du son, mixage audio, mastérisation, tracker
- Johnny Goldstein – co-réalisateur
- Alexis Gotay-Perez – tracker

## Classements et certifications
| Classements (2020–21)                    | Meilleure position |
| ---------------------------------------- | ------------------ |
| Allemagne (GfK Entertainment)            | 31                 |
| Argentine (Hot 100)                      | 76                 |
| Autriche (Ö3 Austria Top 40)             | 44                 |
| Belgique (Flandre Ultratop 50 Singles)   | 4                  |
| Belgique (Flandre Ultratop R&B/Hip-Hop)  | 3                  |
| Belgique (Wallonie Ultratop 50 Singles)  | 1                  |
| Belgique (Wallonie Ultratop R&B/Hip-Hop) | 1                  |
| Bulgarie (Prophon)                       | 2                  |
| Canada (Hot 100)                         | 11                 |
| CEI (Tophit)                             | 12                 |
| Costa Rica (Fonotica)                    | 19                 |
| Croatie (HRT)                            | 29                 |
| Espagne (PROMUSICAE)                     | 29                 |
| Estonie (Eesti Tipp-40)                  | 28                 |
| États-Unis (Hot 100)                     | 62                 |
| États-Unis (Adult Pop Songs)             | 36                 |
| États-Unis (Hot Latin Songs)             | 1                  |
| États-Unis (Pop Airplay)                 | 21                 |
| États-Unis (Rhythmic Songs)              | 17                 |
| Finlande (Suomen virallinen lista)       | 11                 |
| France (SNEP)                            | 7                  |
| France (SNEP Ventes)                     | 2                  |
| France (SNEP Radio)                      | 3                  |
| Grèce (IFPI)                             | 28                 |
| Hongrie (Rádiós Top 40)                  | 18                 |
| Hongrie (Dance Top 40)                   | 3                  |
| Hongrie (Single Top 40)                  | 19                 |
| Hongrie (Stream Top 40)                  | 31                 |
| Israël (Media Forest)                    | 3                  |
| Italie (FIMI)                            | 2                  |
| Lituanie (Agata)                         | 24                 |
| Mexique (Mexico Airplay)                 | 29                 |
| Mexique (Pop Español Airplay)            | 9                  |
| Panama (Monitor Latino)                  | 7                  |
| Pays-Bas (Nederlandse Top 40)            | 5                  |
| Pays-Bas (Single Top 100)                | 6                  |
| Pologne (ZPAV)                           | 7                  |
| Portugal (AFP)                           | 10                 |
| République dominicaine (SodinPro)        | 8                  |
| Roumanie (Airplay 100)                   | 25                 |
| Russie (Tophit Radio Top 100)            | 6                  |
| Slovaquie (IFPI Rádio)                   | 22                 |
| Slovaquie (IFPI Singles Digitál)         | 21                 |
| Slovénie (SloTop50)                      | 20                 |
| Suède (Sverigetopplistan Heatseeker)     | 3                  |
| Suisse (Schweizer Hitparade)             | 7                  |
| Suisse (Charts Romandie)                 | 4                  |
| Tchéquie (IFPI Singles Digitál)          | 38                 |

| Classement (2020)             | Position |
| ----------------------------- | -------- |
| Allemagne (GfK Entertainment) | 87       |
| Belgique (Flandre Ultratop)   | 34       |
| Belgique (Wallonie Ultratop)  | 17       |
| Canada (Canadian Hot 100)     | 47       |
| CEI (Tophit)                  | 43       |
| Espagne (Promusicae)          | 92       |
| États-Unis (Hot Latin Songs)  | 8        |
| France (SNEP)                 | 29       |
| Italie (FIMI)                 | 14       |
| Pays-Bas (Nederlandse Top 40) | 17       |
| Pays-Bas (Single Top 100)     | 25       |
| Pologne (ZPAV)                | 85       |
| Roumanie (Airplay 100)        | 86       |
| Russie (Tophit Airplay)       | 46       |
| Suisse (Schweizer Hitparade)  | 28       |

### Certifications
| Pays                                                                       | Certification | Ventes certifiées |
| -------------------------------------------------------------------------- | ------------- | ----------------- |
| Autriche (IFPI Autriche)                                                   | Or            | 15 000‡           |
| Belgique (BEA)                                                             | Platine       | 40 000‡           |
| Canada (Music Canada)                                                      | 2 × Platine   | 160 000‡          |
| Espagne (Promusicae)                                                       | Platine       | 40 000‡           |
| France (SNEP)                                                              | Platine       | 200 000‡          |
| Italie (FIMI)                                                              | 2 × Platine   | 140 000‡          |
| Mexique (AMPROFON)                                                         | Platine       | 60 000‡           |
| Pologne (ZPAV)                                                             | Platine       | 20 000‡           |
| Portugal (AFP)                                                             | Platine       | 10 000‡           |
| xNon précisé par la certification ‡ventes/streaming selon la certification |               |                   |

## Historique de sortie
| Pays   | Date          | Format                       | Label | Réf.  |
| ------ | ------------- | ---------------------------- | ----- | ----- |
| Divers | 10 avril 2020 | - Téléchargement - streaming | Epic  | [ 2 ] |